# 桑名の殿様
桑名の殿様（くわなのとのさま）は現在の三重県桑名市に伝えられる民謡でお座敷唄。『桑名の殿さん』とも言われる。

## 概要
『桑名の殿様』は神宮式年遷宮の御木曳木遣の一種である『松前木遣』がお座敷唄化したものと考えられている。

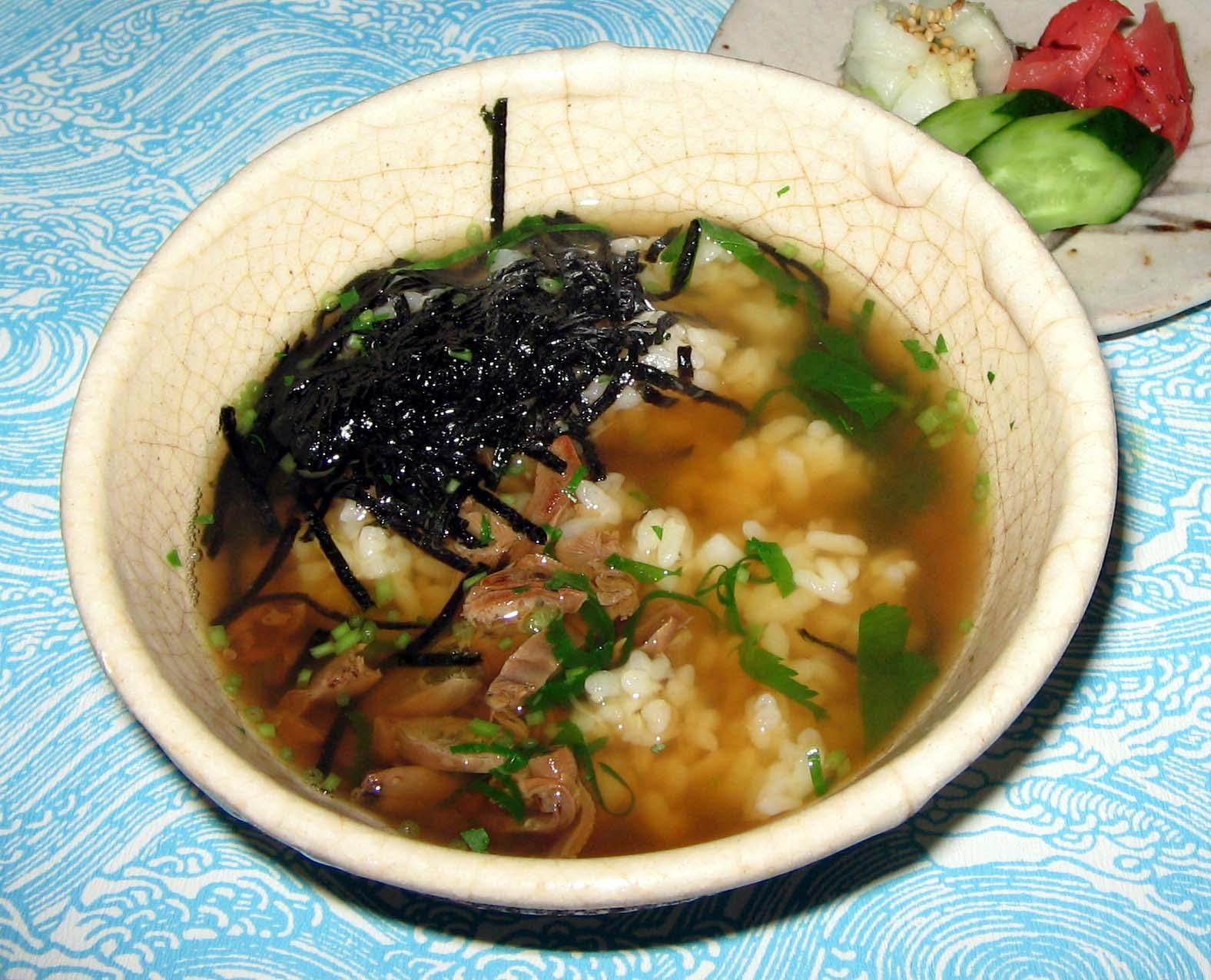
時雨蛤の茶漬け（時雨茶漬け）

歌詞の「桑名の殿様」とは、桑名藩の藩主のことではなく、明治から大正にかけて米相場で儲けた桑名の大旦那衆（お大尽、成金）のことである。東京の料亭で盛大な酒宴を行い、芸者衆と大いに遊んだ桑名の大旦那衆が、宴会の〆に桑名名産の時雨蛤の茶漬けを食べた様を唄にしたのが『桑名の殿様』である。ただし、「桑名の殿様」を松平定信（楽翁公）とする異説も存在する。
ちなみに、歌詞にある「～の殿様～で茶々漬け」のフレーズは、日本各地でその土地の名物、名産を読み込んだ替え唄となって楽しまれた。

## 歌詞
桑名の殿さま ヤンレー ヤットコセー ヨーイヤナ 桑名の殿さん 時雨で茶々漬（ちゃちゃづけ） ヨーイトナー アーレワ アリャリャンリャン ヨイトコ ヨイトコナー
あれは当麻（たいま）の あれは当麻の 中将姫だよ
泣き泣き入れるは 泣き泣き入れるは 六条さんの賽銭箱
源氏は白旗 平家は赤旗 天保山（てんぽうざん）は沖の旗
やれ出るそれ出る やれ出るそれ出る 矢橋（やばせ）の舟だよ